# 强盗男爵

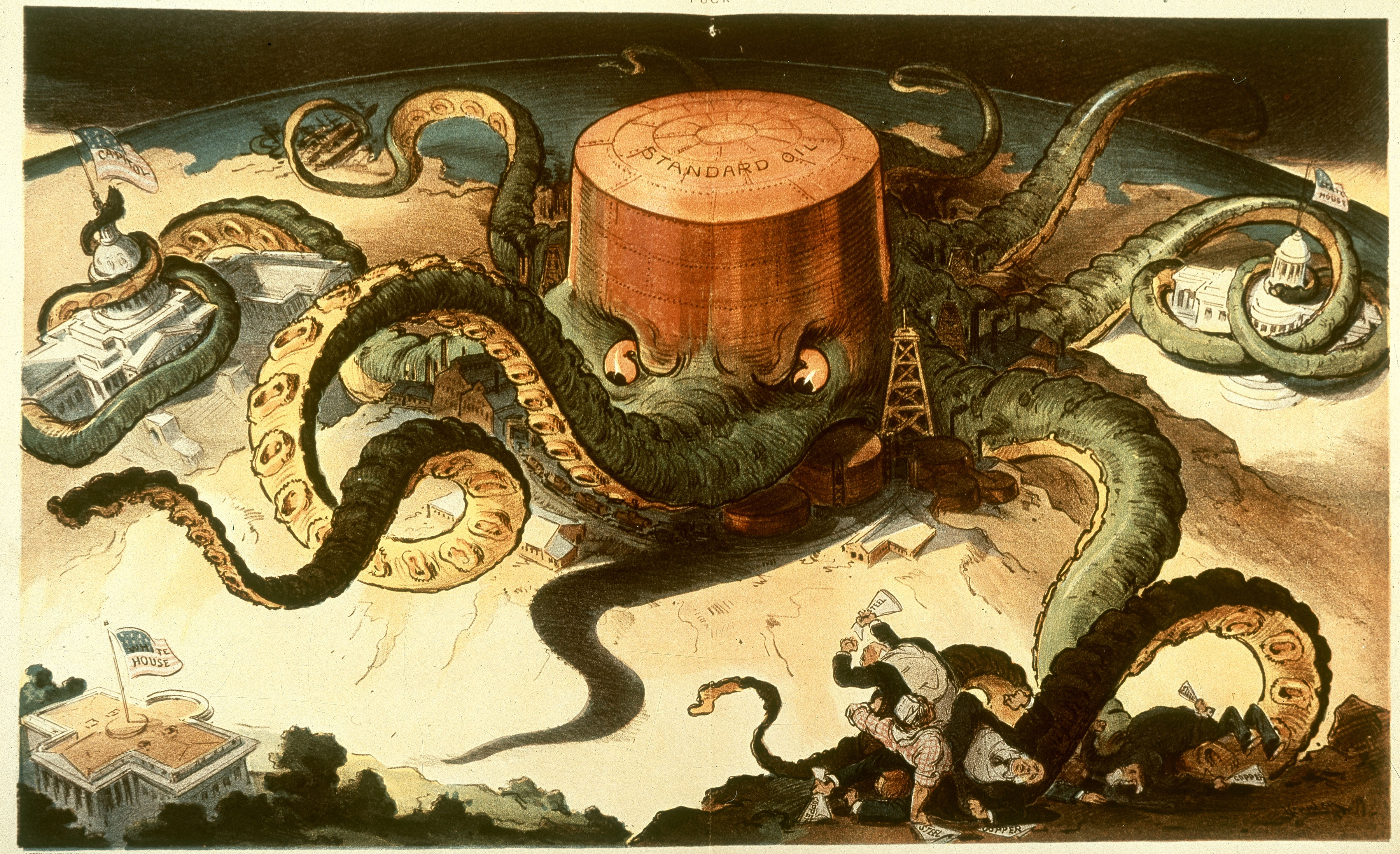
一幅1904年的漫画，其中将一个贪得无厌、操纵市场的企业（标准石油公司）描绘成了一只无所不能的章鱼

强盗男爵（英語：Robber baron），或称为强盗贵族、强盗大亨、强盗资本家，原本是19世纪下半期的社会批评中对一些有钱有势的美国商人的蔑称。该词在1870年8月的《大西洋月刊》出现。到了19世纪后期，该词常用于指那些被认为以剥削手段来积累财富的商人。这些行为包括控制自然资源、游说政府高层、支付仅能糊口的的工资、兼并竞争对手以压制竞争、制造垄断以哄抬价格，以及炒高股票价格并出售给没有戒心的投资者接盘。这个词结合了“强盗”（robber）和非法贵族“男爵”（baron，在共和政体中是非法的角色）二者的含义。

## 被视为强盗贵族的商人
马修·约瑟夫森的《强盗贵族》（Robber Barons，1934）中提到的强盗贵族：

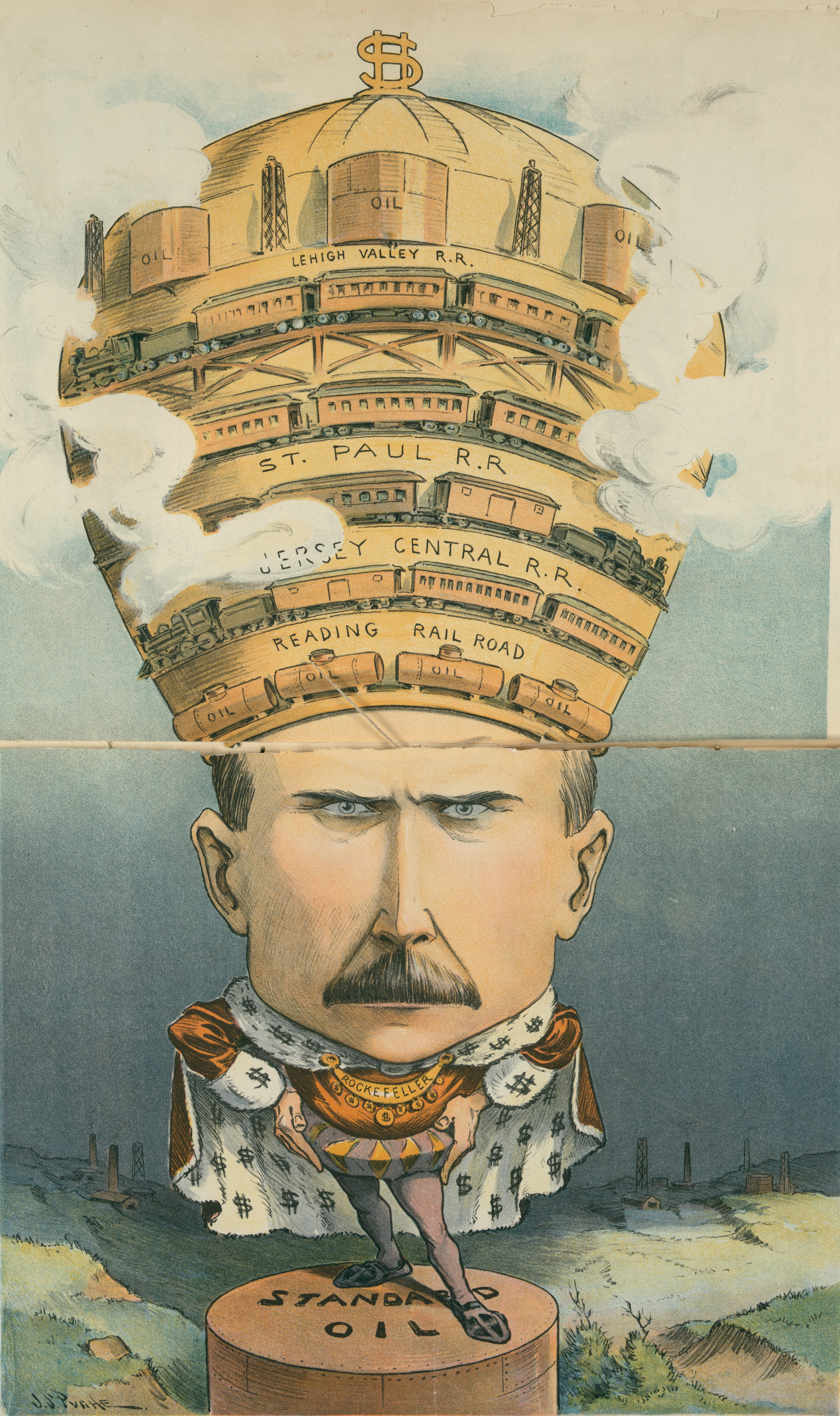
1901年，美国的《Puck》上以漫画描绘将约翰·戴维森·洛克菲勒描绘成有权有势的君主。

- 約翰·雅各·阿斯特（不动产、毛皮） – 纽约
- 安德鲁·卡内基（钢铁） – 匹兹堡、纽约
- 杰·库克（英语：Jay Cooke）（金融） – 费城
- 查尔斯·克罗克（英语：Charles Crocker）（铁路） – 加州
- 丹尼尔·德鲁（英语：Daniel Drew）（金融） – 纽约
- 詹姆斯·布加南·杜克（烟草、电力） – 北卡罗来纳州德罕
- 詹姆斯·费斯克（英语：James Fisk (financier)）（金融） – 纽约
- 亨利·弗拉格勒（标准石油、铁路） – 纽约和佛罗里达州[4]
- 亨利·克雷·弗里克（钢铁） – 匹兹堡、纽约
- 约翰·沃恩·盖茨（英语：John Warne Gates）（铁丝网、石油） – 德克萨斯州[5]
- 傑伊·古爾德（铁路） – 纽约[6]
- 愛德華·亨利·哈里曼（铁路） – 纽约[7]
- 詹姆斯·杰罗姆·希尔（英语：James J. Hill）（燃油、煤炭、蒸汽船、铁路） – 明尼苏达州圣保罗
- 科利斯·波特·亨廷顿（英语：Collis Potter Huntington）（铁路） – 加州
- 安德鲁·威廉·梅隆（金融、石油） – 匹兹堡
- 约翰·皮尔庞特·摩根（金融、行业整合） – 纽约
- 约翰·戴维森·洛克菲勒（标准石油） – 俄亥俄州克利夫兰
- 亨利·羅傑斯（标准石油、铜） – 纽约[8]
- 汤姆斯·F·莱恩（英语：Thomas Fortune Ryan）（公共交通、烟草） – 纽约
- 拉塞尔·塞奇（英语：Russell Sage）（金融、铁路） – 纽约
- 查爾斯·邁克爾·施瓦布（钢铁） – 匹兹堡、纽约
- 利兰·斯坦福（铁路） – 加州
- 康内留斯·范德比尔特（水运、铁路） – 纽约[9]
- 彼得·A·B·威德纳（英语：Peter Widener）（公共交通） – 费城
- 查爾斯·耶基斯（市街铁道） – 芝加哥[10]

其他来源中视为为“强盗大亨”的：
- 威廉·A·克拉克（英语：William A. Clark）（铜） – 蒙大拿州比尤特[11]
- 詹姆斯·敦斯缪尔（英语：James Dunsmuir）（煤炭、木材） – 加拿大BC维多利亚[12]
- 马歇尔·菲尔德（英语：Marshall Field）（零售） – 芝加哥[13]
- 威廉·赫斯特（媒体巨头） – 加州[14][15]
- 查尔斯·T·辛德（英语：Charles T. Hinde）（铁路、水运、海运、酒店） – 伊利诺伊州、密苏里州、肯塔基州、加州
- 小马克·霍普金斯（英语：Mark Hopkins Jr.）（铁路） – 加州
- 埃隆·马斯克（科技、汽车） - 加州[16]
- 约翰·C·奥斯古德（英语：John C. Osgood）（煤炭、铁） – 科罗拉多州[17]
- 亨利·B·普兰特（英语：Henry B. Plant）（铁路） – 佛罗里达州[18]
- A·S·W·罗森巴赫（英语：A. S. W. Rosenbach）（古书商） – 费城[19]
- 约瑟夫·塞利格曼（英语：Joseph Seligman）（银行） – 纽约
- 约翰·D·斯普雷克斯（英语：John D. Spreckels）（水运、铁路、制糖） – 加州